# Ботень (комуна)
Ботень, Ботені (рум. Boteni) — комуна у повіті Арджеш в Румунії. До складу комуни входять такі села (дані про населення за 2002 рік):
- Балабань (254 особи)
- Ботень (1801 особа)
- Лунка (578 осіб)
- Мушчел (106 осіб)

Комуна розташована на відстані 112 км на північний захід від Бухареста, 40 км на північний схід від Пітешть, 140 км на північний схід від Крайови, 65 км на південний захід від Брашова.

## Населення
За даними перепису населення 2002 року у комуні проживали 2739 осіб.
Національний склад населення комуни:
| Національність | Кількість осіб | Відсоток |
| -------------- | -------------- | -------- |
| румуни         | 2728           | 99,6%    |
| цигани         | 11             | 0,4%     |

Рідною мовою назвали:
| Мова      | Кількість осіб | Відсоток |
| --------- | -------------- | -------- |
| румунська | 2738           | > 99,9%  |
| циганська | 1              | < 0,1%   |

Склад населення комуни за віросповіданням:
| Релігія       | Кількість осіб | Відсоток |
| ------------- | -------------- | -------- |
| православні   | 2729           | 99,6%    |
| п'ятдесятники | 6              | 0,2%     |
| лютерани      | 2              | 0,1%     |
| бретрени      | 1              | < 0,1%   |
| старообрядці  | 1              | < 0,1%   |